# Ormo skärmanläggning

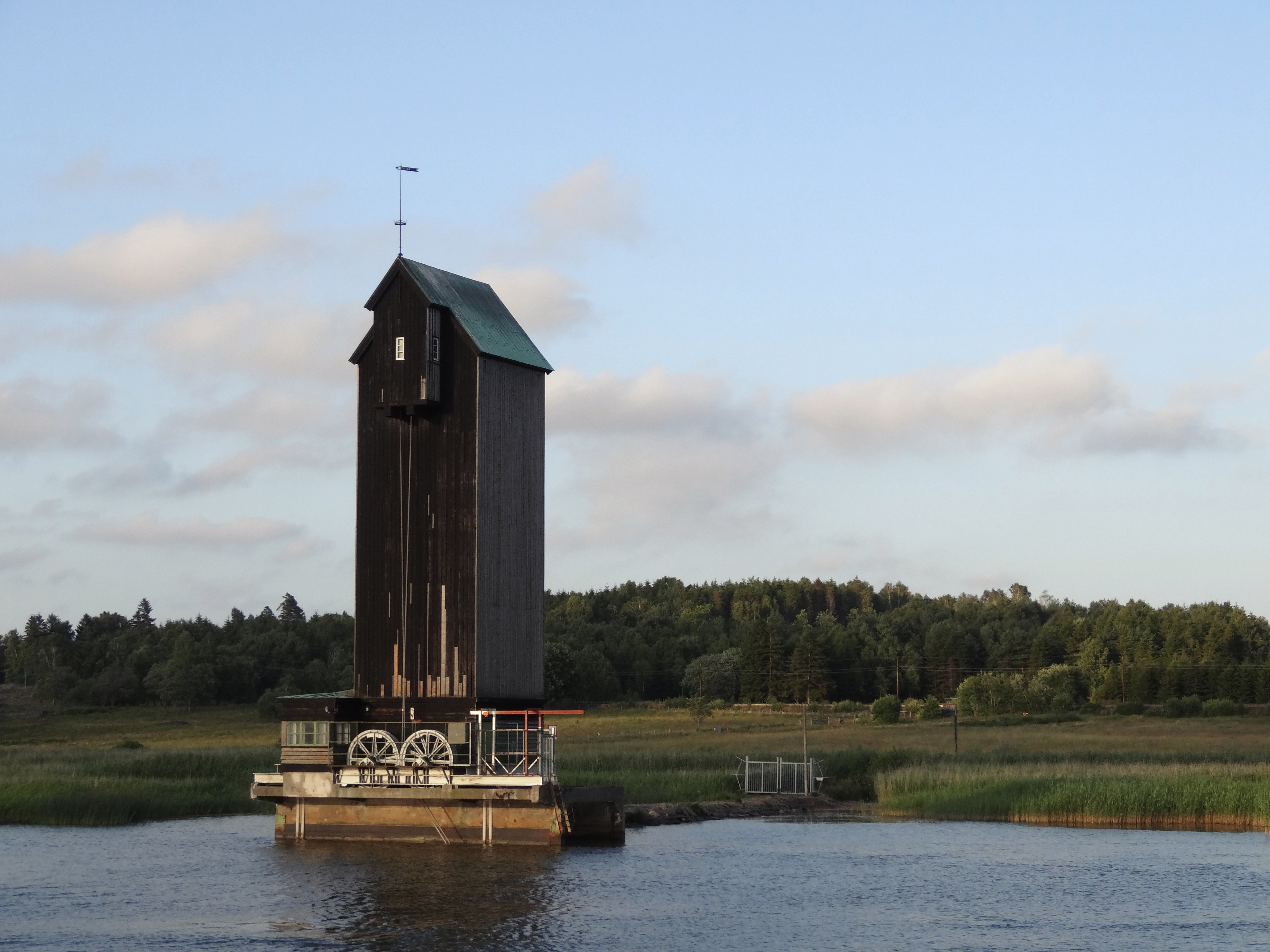
Ormo skärmanläggning, tornet på Hisingssidan.
Tornen innehåller ett system med linor och motvikter för manövrering av skärmen. Själva skärmen är inte synlig då den i sin helhet är under vattenytan.

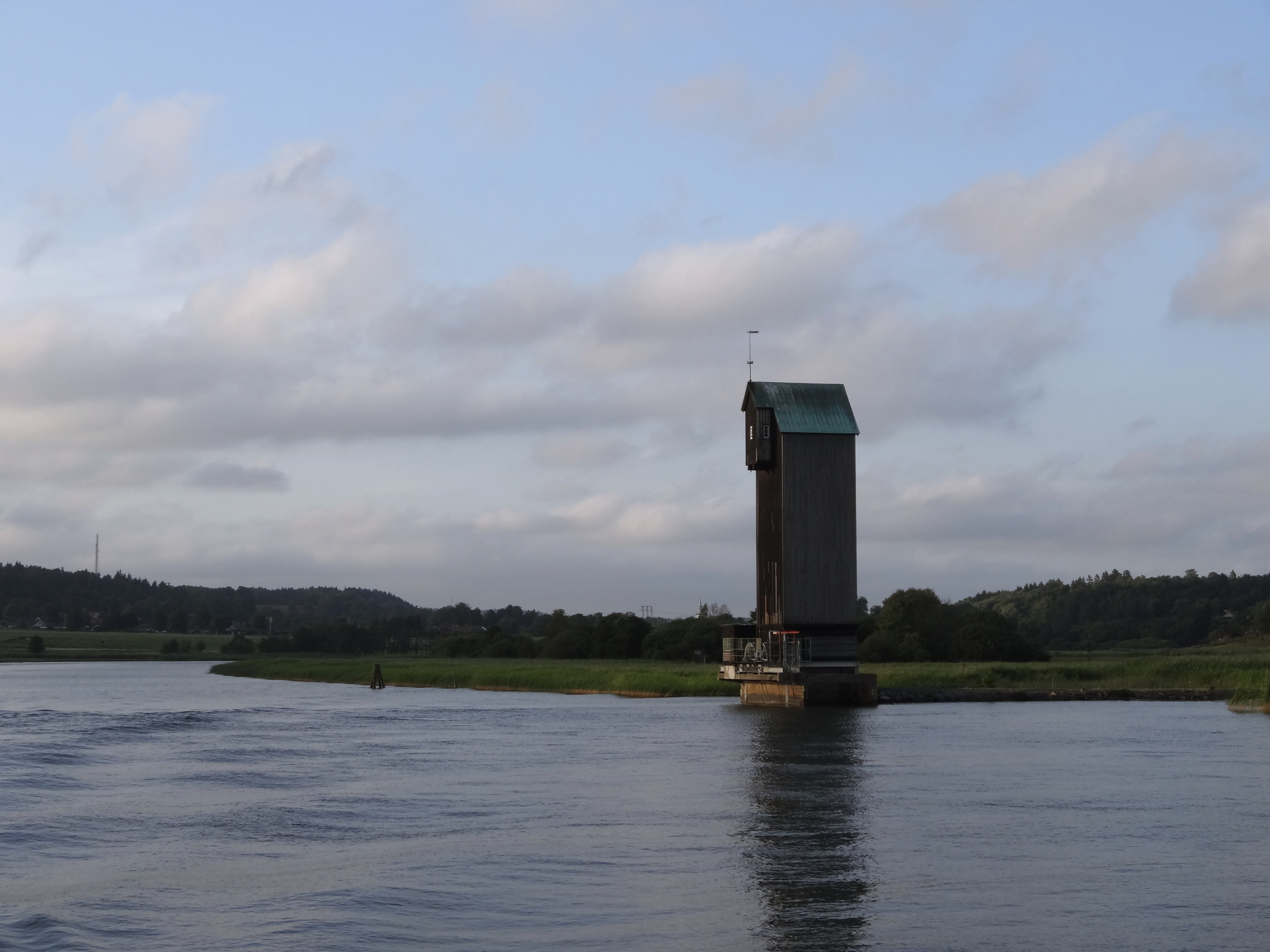
Ormo skärmanläggning, tornet på Hisingssidan.

Ormo skärmanläggning är en reglerbar fördämningsanordning i Nordre älv som vid behov kan minska flödet i Nordre älvgrenen och omfördela detta till Göteborgsgrenen av Göta älv. Anordningen är belägen i Nordre älv mellan Nordre älvs järnvägsbro och Kornhalls färja.

## Historik
Skärmen byggdes på 1930-talet och togs i drift första gången 1934. Syftet med skärmen är att begränsa flödet i Nordre älv, och omfördela detta till ett ökat flöde i Göteborgsgrenen av Göta älv och därmed minska risken för inträngning av saltvatten i Alelyckans vattenintag, varifrån hela Göteborg får sin vattenförsörjning. Sådan inträngning kan ske vid kombinationer av låg vattenföring i Göta älv samt högt vattenstånd i havet.
När flödet i Göteborgsgrenen är tillräckligt ligger skärmarna på älvbotten, och den naturliga fördelningen av flödena med den största flödesandelen genom Nordre älv är opåverkad. Vid aktivering reses skärmarna som då hindrar och begränsar  en del av flödet i Nordre älv, som då omfördelas till den södra Göteborgsgrenen.  
Årsmedelflödet i Göta älv är omkring 500 m³/s men har betydande variationer under årets årstider men också mellan olika år. Ytterligare variationer fås på grund av att flödet till Göta älv bestäms av vald avtappning från Vänern, vilken baseras på överväganden om önskad elproduktion i vattenkraftverken längre norrut i Göta älv, men också önskad vattennivå i Vänern. När flödet i Göta älv är under 300 m³/s börjar skärmarna fällas upp för att öka flödet i Göteborgsgrenen. När flödet är 150 m³/s är skärmarna helt uppe. Den naturliga fördelningen är att cirka 75 procent av vattnet i Göta älv går ut via Nordre älv, men om skärmarna fälls upp kommer istället det största flödet att gå genom Göteborgsgrenen.
Diagrammet visar årsmedelflöden under åren 1992 till 2004 i Göteborgsgrenen respektive Nordre älv, där summaflödet är flödet uppströms älvens förgrening. På grund av älvfårornas storlek och fall flyter naturligt den största delen av flödet genom Nordre älv-grenen. Vid låga flöden begränsas flödet i Nordre älv aktivt med skärmanläggningen vilket gör att flödet genom Göteborgsgrenen ökar och tidvis kan bli större än flödet i Nordre älv.

Skärmen i sin helhet är cirka 140 m lång och 6 m hög. Den är uppbyggd av två delar, där varje del väger cirka 100 ton. Skärmarna manövreras med ett system med vajrar och motvikter i de två tornen vid respektive strandkant. Skärmarna styrs från driftcentralen i Bispgården, varifrån hela Göta älv regleras sedan 2003.
Skärmen fick renoveras redan 5 år efter driftsättningen 1934, men har sedan dess renoverats på 1950-talet, 1977 och senast 2015. Vid renovering transporteras en halva i taget till Lödöse varv, där den blästras och målas, svetsskarvar undersöks och trädetaljer byts ut.
I farleden vid skärmanläggningen finns två passager: en småbåtspassage med bredd 5 m och djup 1,2–1,8 m och en farledspassage med bredd 65 m och djup cirka 4–5 m.